# Urbano de Mendonça Dias
Urbano de Mendonça Dias (Vila Franca do Campo, 27 de Junho de 1878 – Vila Franca do Campo, 14 de Fevereiro de 1951), jurista, pedagogo, escritor e político açoriano, autor de diversas obras sobre a história dos Açores e sobre temas de cultura popular. Fundou a primeira instituição de ensino pós-primário em Vila Franca do Campo, o Externato de Vila Franca, onde ensinou. Foi administrador do concelho e exerceu diversos cargos autárquicos e na direcção de diversas instituições, incluindo o de provedor da Santa Casa da Misericórdia de Vila Franca do Campo.

## Biografia
Urbano de Mendonça Dias nasceu a 27 de Junho de 1878, em Vila Franca do Campo, ilha de São Miguel, Açores, filho de Urbano José Dias e de Maria da Glória Mendonça. Fez os seus primeiros estudos em Vila Franca do campo, na classe do professor Luís António de Medeiros (1864-1895), natural da Povoação, famoso pela qualidade do seu ministério e responsável pelo despertar de muitos talentos vilafranquenses, entre os quais o padre Ernesto Ferreira.
Realizou os estudos liceais na cidade da Horta, partindo para a Universidade de Coimbra em 1897, para frequentar Direito, curso que concluiu a 14 de Julho de 1903. Durante o seu tempo de estudante colaborou em diversas publicações, a mais importante das quais foi a Phenix que co-editou com Ernesto Ferreira entre 15 de Julho de 1902 e 30 de Março de 1904 (18 números).
Regressou a Vila Franca do Campo em 1903, iniciando funções como ajudante do Conservador da Comarca e abrindo escritório de advogado. mantendo o seu interesse pelo jornalismo, nesse mesmo ano fundou a revista quinzenal A Vila, que contudo que foi efémera. Nesse mesmo ano casou com Berta Gomes Alcântara Dias, fixando em definitivo residência em Vila Franca.
Envolvendo-se nos movimentos sociais e políticos da Vila, dinamiza o processo de criação do ensino pós-primário no concelho, fundando para tal o Instituto de Vila Franca, uma escola particular, voltada para o ensino secundário, conseguindo em 1904, quando tinha apenas 26 anos, licença régia de D. Maria Pia, então regente do Reino, para iniciar actividade lectiva.
O Externato de Vila Franca, também conhecido pelo Colégio, rapidamente se implantou e transformou-se na principal instituição cultural e educativa do concelho. O Externato de Vila Franca do Campo transformou-se na principal actividade de Urbano de Mendonça Dias, tendo, por sua morte, recebido como legado o edifício onde funcionava. Até 1984, ano em que foi criada a Escola Preparatória de Vila Franca do Campo, hoje Escola Básica e Secundária de Vila Franca do Campo, o Externato foi a única instituição a ministrar o ensino para além da 4.ª classe no concelho de Vila Franca. O ensino secundário oficial só foi iniciado no ano lectivo de 2000/2001.
Para além da sua actividade como pedagogo, envolveu-se nas questões sociais e políticas, sendo provedor da Santa Casa da Misericórdia durante muitos anos, distinguindo-se no apoio aos pescadores, então vivendo na mais absoluta pobreza.
Na política, desempenhou os cargos de administrador do concelho e de governador do Distrito Autónomo de Ponta Delgada (1935-1936), exercendo nesses cargos forte acção em prol da economia local, com destaque para as questões da cultura do ananás e da assistência social.
Para além da actividade profissional e política, desenvolveu importante labor como investigador da história e cultura açorianas, escritor, etnógrafo e publicista, produzindo uma volumosa bibliografia, cobrindo géneros tão diversos como o teatro, o romance, a historiografia e a etnologia.
Urbano de Mendonça Dias faleceu em Vila Franca do Campo a 14 de Fevereiro de 1951, deixando uma vasta obra publicada, em parte dispersa por jornais e revistas, e um importantíssimo legado pedagógico e cultural em cerca de 70 anos de funcionamento do Externato por ele fundado.

## Obras publicadas

### História
- História dos Açores - Origem, colonização, donatário, capitanias, lutas políticas e governo dos Açores. Tipografia a Crença, Ponta Delgada 1924 (com 2.ª edição revista em 1942).
- Vultos da minha terra: Petronilha da Mota- a primeira freira micaelense, Ponta Delgada, 1926.
- A vila - História de Vila Franca, em 6 volumes, Ponta Delgada, de 1915 a 1927:
  - I - Misericórdia e Hospital de Vila Franca do campo;
  - II - Testamentos e doações lavrados a favor do Hospital e Misericórdia de Vila Franca do campo;
  - III - Edificações e reedificações de Vila Franca do Campo e garantias dos seus cidadãos;
  - IV - Etnografia da Vila (1.ª parte);
  - V - Etnografia da Vila (2.ª parte);
- História da Instrução nos Açores. Suas Escolas e seus Mestres, Ponta Delgada, 1928.
- Intelectualidade nos Açores - Inquérito à Vida Artística e Literária dos Açores, Ponta Delgada, 1928.
- Literatos dos Açores - Estudo histórico sobre os escritores açorianos, Ponta Delgada, 1933 (reedição, Vila Franca, 2005).
- História do Vale das Furnas, Ponta Delgada, 1936.
- Assistência Pública de Ponta Delgada - Estudo sobre as casas de beneficência das ilhas de São Miguel e Santa Maria desde a sua colonização, Ponta Delgada, 1940.
- Instituições Vinculares - Os Morgados das Ilhas, Ponta Delgada, 1941.
- As Ilhas do Atlântico - a que chamam adjacentes, Ponta Delgada, 1944.
- Ponta Delgada. Descrição de quando foi lugar, vila e cidade - Escorço histórico, Ponta Delgada, 1946.
- Madre Teresa da Anunciada, Ponta Delgada, 1947.
- O Som da campa tangida - As horas da nossa terra. História do relógio público de Vila Franca do Campo, Ponta Delgada, 1948.
- História das Igrejas, Conventos e Ermidas Micaelenses, (3 volumes), Ponta Delgada, 1950.
- Vultos da Minha Terra - Jordão Jácome Correia e o Capitão Alexandre, Ponta Delgada, s/d.

### Teatro
- Flores à Virgem, peça em um acto, Empresa Tipográfica das Furnas, 1907.
- Loucos de Amor- Tragédia histórica micaelense, peça em dois actos. Tipografia Central, Ponta Delgada, 1907.
- Alvores da Mocidade, peça em um acto, Ponta Delgada, 1922.
- O Primeiro Amor, peça em um acto. Ponta Delgada, 1923.
- Mais um Pergaminho, comédia em um acto. Ponta Delgada, 1924.
- O Segredo, peça em um acto. Ponta Delgada, 1948.
- A Freira que Amou uma Só Vez na Vida, peça de teatro. Vila Franca do Campo, s/d.
- No Dia da Inauguração, peça de teatro, Vila Franca do Campo, s/d.

### Romance
- O Solar da Castanheira, romance. Ponta Delgada, 1931.
- Maior Amor - Cenas da vida de aldeia nos princípios do século XX, romance. Ponta Delgada, 1935.
- A Senhora Doutora - Estudo sobre a vida de uma mulher diplomada, romance. Ponta Delgada, 1941.
- O Meu Amor - Estudo Sobre o Amor Tardio, romance. Ponta Delgada, 1942.
- O Mr. Jó - estudo sobre os emigrados dos Açores, romance. Ponta Delgada, 1943.
- O Tio Francisco - Estudo sobre o celibato, romance. Ponta Delgada, 1948.
- O Senhor Prior, publicado em folhetim no Correio dos Açores, Ponta Delgada, 1950.

### Etnografia
- Senhora da Paz- Designação do Monte, Ermida e Eremitério, Devoções e Mordomos de Nossa Senhora da Paz de Vila Franca do Campo, Ponta delgada, Tipografia Literária, 1916.
- Os Meus Contos (1.º volume), Ponta delgada, 1945.
- A vida dos nossos avós - Estudos etnográficos da vida açoriana através das suas leis gerais, em 9 volumes, Ponta Delgada 1944 a 1948.

### Política
- A Crise Económica e Social - estudo sobre o género padrão do passado, Ponta Delgada, 1920.
- Baldios de logradouro comum e de particulares na ilha de São Miguel, Ponta Delgada, 1938.
- Peço a Palavra - Estudo sobre a Descentralização Autonómico-Administrativa e o Alto Patriotismo dos Açores, Ponta Delgada, s/d.

1. 1 2  DRC. «Direção Regional da Cultura». Cultura Açores. Consultado em 22 de novembro de 2022
2. ↑  «Urbano de Mendonça Dias - Brevíssima Enciclopédia de Autores Açorianos». psicod.org. Consultado em 22 de novembro de 2022
3. ↑  Pimentel, Afonso Alberto Pereira (26 de novembro de 2018). «José Maria Raposo Amaral (1856-1919) : um progressista convicto?»: 294. Consultado em 22 de novembro de 2022